# Olímpicos (Marvel Comics)
Los Olímpicos son una especie ficticia que aparece en los cómics estadounidenses publicados por Marvel Comics. Estos personajes se basan libremente en los dioses Olímpicos de la mitología griega. A principios de la década de 1960, las hazañas de los asgardianos Thor y su hermano llamado Loki demostraron que una actualización de los mitos antiguos podría volver a ganar lectores. En 1965, Stan Lee y Jack Kirby presentaron a los olímpicos en Journey into Mystery Annual # 1.
Los Olímpicos aparecen en la película del Universo Cinematográfico de Marvel, Thor: Love and Thunder (2022).

## Historia
Los atletas olímpicos son una raza de seres extradimensionales que poseen una variedad de habilidades místicas sobrehumanas que una vez fueron adoradas por civilizaciones centradas en o alrededor de los mares Mediterráneo, Ageano, Jónico, Tirreno y Ligur, como Grecia, el Imperio Romano y partes de Egipto y Turquía como dioses desde aproximadamente el 2500 a. C. hasta aproximadamente el 500 d. C. Los olímpicos están relacionados con todos los demás panteones de dioses que han sido adorados en la Tierra, como los asgardianos y los Dioses de Heliópolis (antiguo Egipto) porque Gea, el espíritu que representa la vida en la Tierra, fue la madre de la primera raza de dioses en aparecer en la Tierra. Los diversos panteones que existen hoy en día son los descendientes de estos dioses anteriores. Se cree que los atletas olímpicos nacieron en algún lugar de la Tierra, pero actualmente residen en otra dimensión adyacente a la Tierra conocida como Olimpo. Una entrada conocida a este reino se encuentra realmente en la cima del Monte Olimpo en Grecia.
Después de que Nyx, la diosa de la noche, fue liberada de su prisión, después del evento de Avengers: No Surrender, ella junto con sus hijos casi mató a todos los atletas olímpicos, incluido Zeus, y se dispuso a recoger sus fragmentos nocturnos para cubrir todo el universo en una noche eterna. Sin embargo, al final del evento, todos los atletas olímpicos que fueron asesinados nacieron de nuevo en otra parte del universo.

## Atributos raciales
La mayoría de los dioses olímpicos son idénticos en apariencia a los humanos y son totalmente capaces de tener hijos con humanos, otros seres místicos, incluso extraterrestres. Los atletas olímpicos están más cerca de poseer una verdadera inmortalidad que la mayoría de los panteones de la Tierra, ya que dejan de envejecer al llegar a la edad adulta, aunque algunos alcanzan la madurez mucho más rápido. Por ejemplo, la representación de Marvel del nacimiento de Artemisa muestra que está creciendo rápidamente después del nacimiento y que ayuda a su madre a liberar a su hermano, Apolo. Los atletas olímpicos son inmunes a las enfermedades convencionales y no pueden ser asesinados por medios convencionales. Todos los atletas olímpicos poseen fuerza sobrehumana con los hombres, por lo general, siendo más fuertes que las mujeres. El atleta olímpico masculino promedio posee suficiente fuerza sobrehumana para levantar unas 30 toneladas, mientras que la mujer olímpica promedio puede levantar unas 25 toneladas. Varios atletas olímpicos superan estos promedios en un grado considerable debido a que naturalmente poseen mayor fuerza física, aunque algunos pueden aumentar su fuerza aún más por medios mágicos.
Los tejidos de todos los atletas olímpicos son más duros y más resistentes que los de un humano, otorgándoles una durabilidad sobrehumana, y son aproximadamente 3 veces más densos, lo que refuerza su fuerza natural y resistencia. El aumento de la densidad hace que los atletas olímpicos sean mucho más pesados que la mayoría de los humanos, aunque no lo parezcan. El atleta olímpico promedio, tanto masculino como femenino, puede soportar temperaturas extremas y balas de alto calibre sin sufrir lesiones. Es posible que se lesionen, pero las energías místicas de sus cuerpos les permitirán sanar con mucha mayor velocidad y con mayor finalidad que los humanos. El atleta olímpico promedio puede reparar lesiones que causan laceraciones graves y pérdida de sangre en un breve período de tiempo sin dejar cicatrices. Las lesiones más extensas requieren un tiempo de curación más largo. Las lesiones graves, como las extremidades cortadas, pueden regenerarse mágicamente si el atleta olímpico lesionado recibe tratamiento dentro de un corto período de tiempo después de la lesión. Una pequeña minoría de atletas olímpicos posee la capacidad de regenerar completamente las extremidades faltantes sin ayuda externa de otros dioses. Sin embargo, cualquier atleta olímpico puede morir si una porción significativa de sus moléculas corporales se dispersa. Aun así, es posible que un dios de poder extremo o varios dioses que trabajan juntos resuciten a los muertos, aunque esto también debe hacerse poco después de la muerte. La musculatura de todos los atletas olímpicos produce considerablemente menos toxinas de fatiga que los seres humanos, otorgándoles resistencia sobrehumana en todas las actividades físicas.
Hay algunos atletas olímpicos que nacen con el potencial de cosechar grandes cantidades de energía mística para una variedad de propósitos, incluyendo proyectar explosiones de energía poderosas, teletransportación interdimensional, cambio de forma, aumento temporal de sus atributos físicos y otorgar otras habilidades sobrehumanas para afectar a los seres. u objetos, etc. Entre los más prominentes de los atletas olímpicos que poseen vastas habilidades de manipulación de energía se encuentran Neptuno, Plutón y Zeus. Otros atletas olímpicos poseen atributos especiales únicos, como la capacidad mística de Afrodita para despertar el amor y la pasión en otros y transformar las armas en objetos de paz o la capacidad de Apolo para generar gran calor y luz igual a un pequeño sol.

## Miembros conocidos
- Apolo (Phoebus Apolo): Apolo es el dios de la luz, la música, la poesía, la profecía, la medicina y la ciencia. Como dios de la luz, puede producir calor y luz equivalentes a un pequeño sol. Como dios de la profecía, puede ver el futuro y los posibles resultados de las acciones.
- Ares - Ares es el dios de la guerra.
- Artemisa - la diosa de los animales salvajes, la caza y la luz de la luna.
- Atenea (Atenea Parthenos) - Atenea es la diosa de la sabiduría y la guerra. Hércules la mata cuando se pone del lado del Rey del Caos y más tarde vuelve a la vida después de la derrota del Rey del Caos.[10]
- Bia - Bia es el dios del poder.
- Cupido (Eros) - Cupido es el dios del amor.
- Deimos - Deimos es el dios del terror.
- Demeter - Demeter es la diosa de las plantas y la agricultura.
- Dionysus (Dionysus Acratophorus), (Bacchus) - Dionysus es el dios del vino, el teatro y la diversión / entretenimiento.
- Eris (Discordia) - Eris es la diosa de la lucha.
- Furias - Las diosas de la venganza.
  - Dark Lady (Tisiphone) - Junto con sus hermanas, Dark Lady es una de las Furias.
  - Ember (Alecto) - Junto con sus hermanas, Ember es una de las Furias.
  - Lady Ash (Magaera) - Junto con sus hermanas, Lady Ash es una de las diosas de la venganza conocida como las Furias.
- Hebe - Hebe es la diosa de la juventud.
- Hécate - Hécate es la diosa de la magia, la brujería, la nigromancia y la encrucijada.
- Hephaestus (Hephaestus Aetnaeus) - Hephaestus es el dios del fuego y la metalurgia. También es el herrero de los dioses.
- Hera (Hera Argeia) - Hera es la reina de los dioses. Ella es la diosa del matrimonio y la fidelidad.
- Hércules (Herakles) - Hércules es el dios de la fuerza y el trabajo. Él es un Vengador.
- Hermes (Hermes Diaktoros) - Hermes es el dios de la velocidad y el mensajero de los dioses. Es el dios de las fronteras y las transiciones, así como de los ladrones, la lucha, la invención y el comercio.
- Cazador (Céfalo) - El Cazador es un sirviente de Zeus y más tarde Hera. Él es a menudo usado como un ejecutor contra los otros dioses.
- Kratos - Kratos es el dios de la fuerza.
- Poseidón (Poseidon Aegaeus) - Poseidón es el dios del mar. Como tal, puede respirar tanto en aire como en agua.
- Neptunia (Rhode) - Neptunia es una diosa del mar.
- Nox (Nyx): Nox es la diosa de la noche, aunque puede haberse degenerado en un demonio. Ella es un miembro de los Señores del Miedo. Se revela que ella era simplemente una usurpadora, ya que la verdadera Nyx había sido atrapada junto con sus hijos por Zeus.
- Pan (Aegipan) - Pan es el dios de los pastores y rebaños.
- Perséfone - Perséfone es la reina del inframundo. Ella también es la diosa de la primavera.
- Fobos - Fobos es el dios del miedo.
- Plutón (Hades) - Plutón es el dios del inframundo que lo convierte en uno de los Señores del Infierno.
- Psique - Psique es la diosa de la fidelidad.
- Thanatos - Thanatos es el dios de la muerte.
- Tharamus - Tharamus es el dios del aprendizaje, pero trabaja como curador del Museo de la Antigüedad griega. Tharamus es asesinado por Ares protegiendo sus artefactos.[11]
- Venus (Afrodita Ourania) - Venus es la diosa del amor y la belleza. Como tal, tiene las habilidades adicionales para producir amor en los individuos y convertir las armas en objetos de paz.
- Vesta (Hestia) - Vesta es la diosa del hogar.
- Zeus (Zeus Panhellenios) - Zeus es el dios del cielo y el trueno. Como Rey de los dioses olímpicos, es miembro del Consejo de Dioses.

## En otros medios

### Películas
- Los Olímpicos aparecen en Thor: Love and Thunder (2022) con Zeus interpretado por Russell Crowe,[12] Dionysus interpretado por Simon Russell Beale,[13] y Hércules interpretado por Brett Goldstein.[14] Zeus y Dionysus aparecen como miembros del Consejo de Divinidades.